# Aretha's Greatest Hits
Aretha's Greatest Hits è un album della cantante soul statunitense Aretha Franklin, pubblicato nel 1971 dalla Atlantic Records.

## Tracce
Lato A
1. Spanish Harlem – 3:30
2. Chain of Fools – 2:45
3. Don't Play That Song – 2:48
4. I Say a Little Prayer – 3:30
5. Dr. Feelgood – 3:18
6. Let It Be – 3:28
7. Do Right Woman - Do Right Man – 3:15

Lato B
1. Bridge over Troubled Water – 5:31
2. Respect – 2:26
3. Baby I Love You – 2:39
4. (You Make Me Feel Like) A Natural Woman – 2:39
5. I Never Loved a Man (The Way I Love You) – 2:47
6. You're All I Need to Get By – 3:34
7. Call Me – 3:18